# Bullet for My Valentine (мініальбом)
Bullet for My Valentine (укр. Куля для моєї коханої) — перший мініальбом валлійського металкор-гурту Bullet for My Valentine (не беручи до уваги мініальбоми, які гурт випускав під назвою «Jeff Killed John»), що вийшов 15 листопада 2004 у Великій Британії та США на лейблі Visible Noise та 20 липня 2005 у Японії на лейблі Sony BMG. Альбом був спродюсований Коліном Річардсоном.

## Про альбом
На композицію «Hand of Blood» вийшов музичний відеокліп для просування мініальбому. Пісні «Cries in Vain» та «4 Words (To Choke Upon)» потім включать до списку композицій дебютного повноформатного альбому гурту The Poison.
Пізніше всі п'ять треків будуть перевидані в США на мініальбомі Hand of Blood разом з піснею «4 Words (To Choke Upon)» (яка раніше була тільки на японській версії альбому у якості бонусного треку).

## Список композицій
Автор музики і слів Bullet for My Valentine. 
| Стандартне видання        | Стандартне видання  | Стандартне видання |
| #                         | Назва               | Тривалість         |
| ------------------------- | ------------------- | ------------------ |
| 1.                        | «Hand of Blood»     | 3:37               |
| 2.                        | «Cries in Vain»     | 4:00               |
| 3.                        | «Curses»            | 4:00               |
| 4.                        | «No Control»        | 3:34               |
| 5.                        | «Just Another Star» | 2:53               |
| Загальна тривалість 18:04 |                     |                    |

До стандартного видання також входить музичний відеокліп «Hand of Blood».
| Бонусний трек з японського видання | Бонусний трек з японського видання | Бонусний трек з японського видання |
| #                                  | Назва                              | Тривалість                         |
| ---------------------------------- | ---------------------------------- | ---------------------------------- |
| 6.                                 | «4 Words (To Choke Upon)»          | 3:46                               |
| Загальна тривалість 21:50          |                                    |                                    |

До японського видання також входять два музичні відеокліпи: «Hand of Blood» та «4 Words (To Choke Upon)».

## Учасники запису
Інформація про учасників запису запозичена з сайту AllMusic:
- Меттью Так — вокал, ритм-гітара
- Майкл Педжет — гітара, беквокал
- Джейсон Джеймс — бас-гітара, вокал
- Майкл Томас — барабани

## Позиції в чартах
| Чарти (2004)                                           | Найвища позиція |
| ------------------------------------------------------ | --------------- |
| Велика Британія Albums Chart (Official Charts Company) | 186             |